# Đerekarce
Đerekarce (en serbe cyrillique : Ђерекарце) est un village de Serbie situé dans la municipalité de Trgovište, district de Pčinja. Au recensement de 2011, il comptait 99 habitants.

## Démographie
| 1948 | 1953 | 1961 | 1971 | 1981 | 1991 | 2002 | 2011 |
| ---- | ---- | ---- | ---- | ---- | ---- | ---- | ---- |
| 394  | 403  | 368  | 365  | 124  | 95   | 156  | 99   |

|  |